# Robert Kaylor
Robert Kaylor est un réalisateur et scénariste américain, actif des années 1970 aux années 1990.

## Filmographie
Réalisateur
- 1970 : Max-Out (documentaire)
- 1971 : Derby (documentaire)
- 1980 : Carny
- 1990 : Personne n'est parfaite (Nobody's Perfect)